# Hushang, Fujian
Hushang (kinesiska: 湖上) är en socken i sydöstra Kina. Den ligger i Anxi härad i staden Quanzhou i provinsen Fujian, omkring 160 kilometer sydväst om provinshuvudstaden Fuzhou. Antalet invånare är 19 615. Befolkningen består av 9 366 kvinnor och 10 249 män. Barn under 15 år utgör 20,0 %, vuxna 15-64 år 73 %, och äldre över 65 år 6,0 %.